# Galium stellatum
Galium stellatum är en måreväxtart som beskrevs av Albert Kellogg. Galium stellatum ingår i släktet måror, och familjen måreväxter. Inga underarter finns listade i Catalogue of Life.